# Wiktor Prigodin
Wiktor Iwanowicz Prigodin (kaz. i ros. Виктор Иванович Пригодин) – kazachstański polityk, od 30 stycznia 1996 do 1999 roku deputowany do Mażylisu Parlamentu Republiki Kazachstanu I kadencji.